# KRTAP9-6
KRTAP9-6 (англ. Keratin associated protein 9-6) – білок, який кодується однойменним геном, розташованим у людей на довгому плечі 17-ї хромосоми. Довжина поліпептидного ланцюга білка становить 160 амінокислот, а молекулярна маса — 16 800.
| 10         |  | 20         |  | 30         |  | 40         |  | 50         |
| ---------- |  | ---------- |  | ---------- |  | ---------- |  | ---------- |
| MTHCCSPGCQ |  | PTCCRTTCCR |  | TTCWQPTIVT |  | TCSSTPCCQP |  | SCCVSSCCQP |
| YCHPTCCQNT |  | CCRTTCCQPT |  | CVTSCCQPSC |  | CSTPCYQPIC |  | CGSSCCGQTS |
| CGSSCGQSSS |  | CAPVYCRRTC |  | YHPTTVCLPG |  | CLNQSCGSSC |  | CQPCYCPACC |
| VSSCCQHSCC |  |            |  |            |  |            |  |            |

A: Аланін

C: Цистеїн

G: Гліцин

H: Гістидин

I: Ізолейцин

L: Лейцин

M: Метіонін

N: Аспарагін

P: Пролін

Q: Глутамін

R: Аргінін

S: Серин

T: Треонін

V: Валін

W: Триптофан